# Francisca Bazalo
Francisca Bazalo Gallego (Málaga, 5 de mayo de 1962) es una deportista española que compitió en esgrima en silla de ruedas. Ganó tres medallas en los Juegos Paralímpicos de Verano, en los años 1992 y 1996.

## Palmarés internacional
| Juegos Paralímpicos | Juegos Paralímpicos      | Juegos Paralímpicos | Juegos Paralímpicos   |
| Año                 | Lugar                    | Medalla             | Prueba                |
| ------------------- | ------------------------ | ------------------- | --------------------- |
| 1992                | Barcelona (España)       | Medalla de oro      | Espada individual 3-4 |
| 1992                | Barcelona (España)       | Medalla de bronce   | Espada por equipos    |
| 1996                | Atlanta (Estados Unidos) | Medalla de bronce   | Espada por equipos    |